# Patrik Abrahám
Patrik Abrahám (sinh ngày 10 tháng 12 năm 1991) là một cầu thủ bóng đá Slovakia thi đấu cho FC Nitra ở vị trí tiền vệ.

## Sự nghiệp

### Spartak Myjava
Abrahám ra mắt chuyên nghiệp cho Spartak Myjava trước FC ViOn Zlaté Moravce ngày 16 tháng 7 năm 2016.